# The Head on the Door
| 전문가 평가                   | 전문가 평가 |
| 평가 점수                     | 평가 점수   |
| 출처                          | 점수        |
| ----------------------------- | ----------- |
| AllMusic                      | [ 5 ]       |
| Blender                       | [ 6 ]       |
| Christgau's Record Guide      | B           |
| Mojo                          | [ 8 ]       |
| Pitchfork                     | 8.7/10      |
| Q                             | [ 10 ]      |
| Record Mirror                 | 4/5         |
| The Rolling Stone Album Guide | [ 12 ]      |
| Sounds                        | [ 13 ]      |
| Spin                          | [ 14 ]      |

《The Head on the Door》는 영국의 록 밴드 더 큐어의 여섯 번째 스튜디오 음반이다. 1985년 8월 30일, 픽션 레코드에 의해 발매되었다. 영국 싱글 차트에서 15위를 차지한 싱글 〈In Between Days〉에 앞서 《멜로디 메이커》는 《The Head on the Door》를 "팝송 모음집"이라고 표현했다. 다양한 스타일로 유럽과 북미에서 더 많은 청중에게 다가갈 수 있었다. 영국에서는 9월 7일, 영국 음반 차트 7위에 진입하며 지금까지 가장 성공적인 음반이 되었다.
이 음반에는 드러머 보리스 윌리엄스가 참여한 최초의 음반이다. 1980년대 초 세 개의 주요 더 큐어 음반을 작업했던 베이시스트 사이먼 갤럽은 녹음 전에 다시 불러들였다. 1985년에는 기악 연주자 펄 톰슨과 함께 다섯 번째 공식 멤버로 5인조 밴드가 되었다. 《The Head on the Door》는 모든 곡이 가수 겸 기타리스트 로버트 스미스가 작곡한 최초의 더 큐어 음반이다.

## 배경
이번 음반은 사이먼 갤럽이 그룹으로 돌아온 것으로, 그는 로버트 스미스, 롤 톨허스트와 함께 어두운 3부작 《Seventeen Seconds》, 《Faith》 그리고 《Pornography》를 공연하고 작곡했다. 밴드 초창기에는 기타를 연주했고, 《The Top》 투어에서는 키보드와 색소폰을 연주했던 기타리스트 펄 톰슨이 정식 멤버가 되었다. 이전에 톰슨 트윈스와 함께 작업했던 드러머 보리스 윌리엄스는 1984년 투어의 미국 구간에서 밴드와 함께 연주한 후 마침내 앙상블에 합류했다.

## 발매
1985년 8월 30일에 발매된 《The Head on the Door》는 미국에서 75위권에 진입하고 다른 여러 국가에서 20위권에 진입하는 등 밴드 최초의 국제적인 큰 성공을 거두었다. 이 음반은 미국, 영국, 프랑스에서 골드 인증을 받았다.

## 곡 목록
모든 곡들은 더 큐어에 의해 작사/작곡하였다.
| #  | 제목                   | 재생 시간 |
| -- | ---------------------- | --------- |
| 1. | 〈In Between Days〉    | 2:57      |
| 2. | 〈Kyoto Song〉         | 4:16      |
| 3. | 〈The Blood〉          | 3:43      |
| 4. | 〈Six Different Ways〉 | 3:18      |
| 5. | 〈Push〉               | 4:31      |

| #  | 제목                  | 재생 시간 |
| -- | --------------------- | --------- |
| 1. | 〈The Baby Screams〉  | 3:44      |
| 2. | 〈Close to Me〉       | 3:23      |
| 3. | 〈A Night Like This〉 | 4:16      |
| 4. | 〈Screw〉             | 2:38      |
| 5. | 〈Sinking〉           | 4:57      |

## 인증
| 국가                                                  | 인증 | 판매량/출하량 |
| ----------------------------------------------------- | ---- | ------------- |
| 프랑스 (SNEP)                                         | 골드 | 100,000*      |
| 영국 (BPI)                                            | 골드 | 100,000^      |
| 미국 (RIAA)                                           | 골드 | 500,000^      |
| *판매량을 기반으로 한 인증 ^출하량을 기반으로 한 인증 |      |               |